# Sianko na stół. Kolędy i pastorałki
Sianko na stół. Kolędy i pastorałki è l'album di debutto della cantante polacca Magdalena Welc, pubblicato il 14 novembre 2011 su etichetta discografica Stowarzyszenie Art Pro.

## Tracce
1. Sianko na stół – 2:58
2. Lulajże, Jezuniu – 4:21
3. Gdy śliczna Panna – 3:15
4. Cicha noc – 3:24
5. Nie było miejsca dla Ciebie – 2:55
6. Wśród nocnej ciszy – 4:06
7. Kolęda dla nieobecnych – 5:36
8. Pójdźmy wszyscy do stajenki – 1:48
9. Mizerna cicha – 2:31
10. Jezus malusieńki – 4:11
11. Babci zegar – 3:38

## Classifiche
| Classifica (2011) | Posizione massima |
| ----------------- | ----------------- |
| Polonia           | 45                |